# Verenigde Departementen

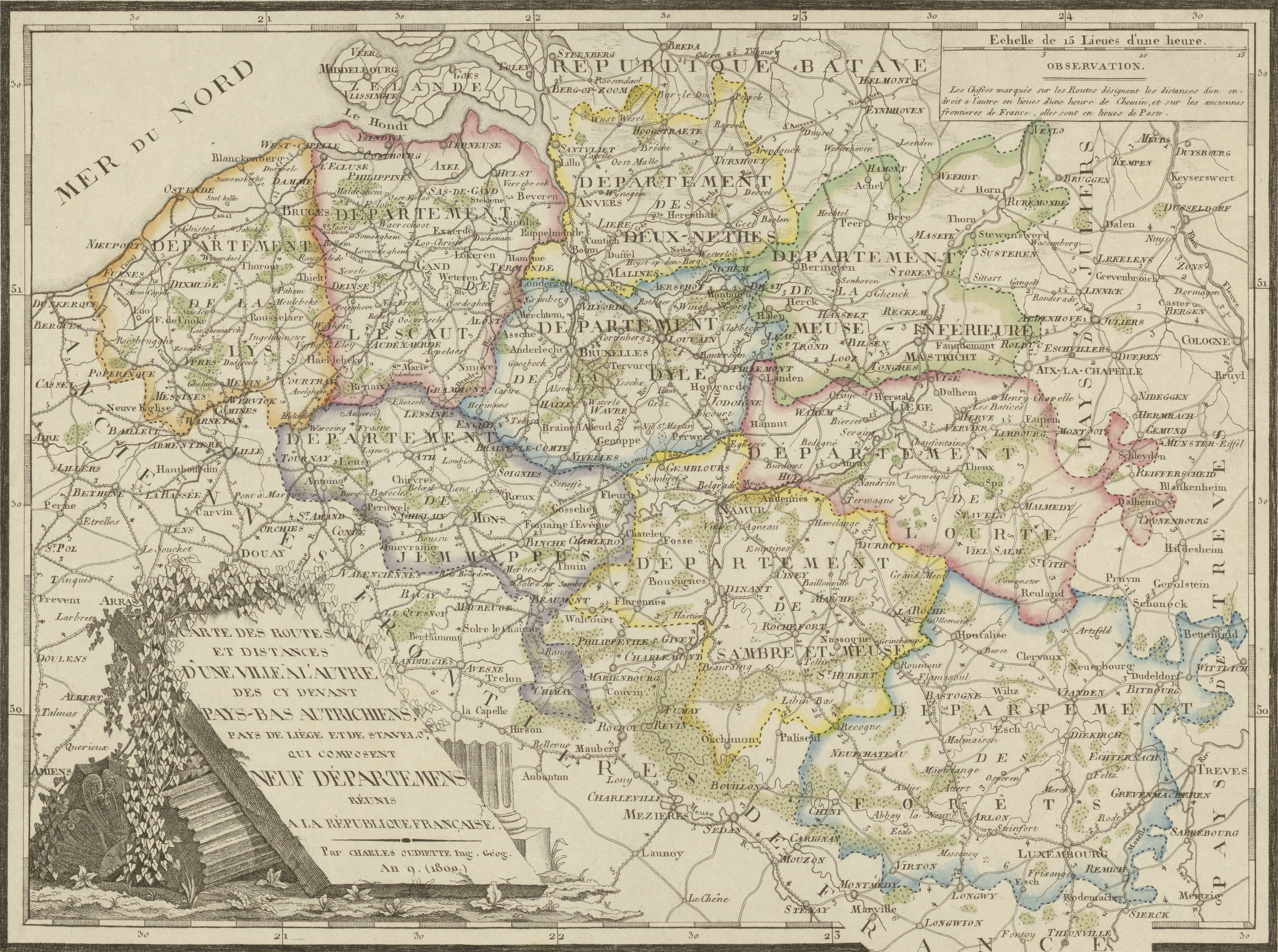
Kaart van de neuf départemens door Charles Oudiette (1800)

Franse departementen in 1801

De negen verenigde departementen (Frans: neuf départements réunis) is een naam die werd gegeven aan de Franse departementen die voortkwamen uit de Oostenrijkse Nederlanden en het prinsbisdom Luik na de annexatie van deze gebieden door de Franse Republiek in 1793 en 1795. Na twee decennia werden de departementen in 1815 de zuidelijke provincies van het nieuwe Verenigd Koninkrijk der Nederlanden. 

## Historiek
De Franse veldtocht in de Nederlanden leidde tot een eerste gedeeltelijke annexatie van de Oostenrijkse Nederlanden in maart 1793. Daarbij werd het nieuwe departement Jemappes gecreëerd. Net dan keerden de krijgskansen en werden de Fransen weer verjaagd, maar de Nationale Conventie stemde op 13 april 1793 het Decreet betreffende de met de Franse Republiek verenigde landen, waarin werd verklaard dat de verloren gebieden nooit zouden worden opgegeven aan de tirannen en dat ze integraal onderdeel waren van de republiek. Na de beslissende overwinning op het Keizerlijk Leger in de Slag bij Fleurus van 26 juni 1794, bezetten de Franse revolutionaire troepen opnieuw de Oostenrijkse Nederlanden en het Land van Luik. 
De nieuwe gebieden werden gereorganiseerd in negen departementen, die weinig gemeen hadden met de als feodaal beschouwde grenzen van de historische gewesten. Dit was een bewuste breuk die een Frans nationaal gevoel mogelijk moest maken, maar die ook mikte op rationaliteit. Zoals in Frankrijk werd gestreefd naar 300.000 inwoners per departement, zonder de grilligheid en de enclaves van vroeger. De uitvoering werd in 1794 toevertrouwd aan Charles Doutrepont, die voor een groot deel teruggreep naar de geaborteerde kreitsen uitgetekend door keizer Jozef II in 1787. De voornaamste aanpassing betrof het prinsbisdom Luik, het abdijvorstendom Stavelot-Malmedy en het hertogdom Bouillon. Het grondgebied van Luik en Stavelot werd over zeven departementen verdeeld. Onder steden was er grote rivaliteit om als hoofdplaats te worden aangewezen, met als voornaamste verliezers Mechelen en Doornik. 
Na enkele materiële correcties werd de indeling van Doutrepont bij decreet van 31 augustus 1795 aangenomen door de Nationale Conventie. De vroegere grens met Frankrijk werd grotendeels gerespecteerd, wat men later zou betreuren. Het zuiden van Entre-Sambre-et-Meuse, met enkele strategische vestingen, werd overgeheveld naar het departement Ardennen. De Nationale Conventie stemde op 1 oktober 1795 de aanhechting van de Zuidelijke Nederlanden en het Land van Luik bij Frankrijk. De Verenigde Departementen kregen geen eigen instellingen of wetgeving, maar werden op een paar jaar tijd ingeschakeld in de Franse rechtsorde. Brussel verloor zijn hoofdstedelijk statuut, al behield het in de feiten een zekere pre-eminentie. Toch kan enigszins paradoxaal gesteld worden dat de Verenigde Departementen door hun homogenisering het latere Belgische grondgebied hebben eengemaakt.
Het Verdrag van Campo-Formio (1797) en vervolgens het Verdrag van Lunéville (1801) vormden de internationale erkenning van de Franse veroveringen. De Oostenrijkse keizer deed voor eeuwig afstand van zijn soevereiniteit over zijn Nederlandse gebieden ten gunste van Frankrijk. In 1815 kwam een einde aan de eeuwigheid na de definitieve nederlaag van Napoleon Bonaparte in Waterloo. Op het Congres van Wenen werden de Verenigde Departementen geïntegreerd in het nieuwe Verenigd Koninkrijk der Nederlanden. De departementen werden omgedoopt tot provincies, die voortleven in het latere België.

## Overzicht
De indeling van de negen departementen gebeurde bij decreet van 31 augustus 1795: 
- arrondissement of departement Leie - hoofdstad Brugge - huidige provincie West-Vlaanderen
- arrondissement of departement Schelde - hoofdstad Gent - huidige provincie Oost-Vlaanderen
- arrondissement of departement Twee Neten - hoofdstad Antwerpen - huidige provincie Antwerpen
- arrondissement of departement Dijle - hoofdstad Brussel - later de provincie Zuid-Brabant en vervolgens Brabant
- arrondissement of departement Nedermaas - hoofdstad Maastricht - huidige provincies Limburg en Nederlands Limburg
- arrondissement of departement Ourthe - hoofdstad Luik - huidige provincie Luik
- arrondissement of departement Jemmapes - hoofdstad Bergen - huidige provincie Henegouwen
- arrondissement of departement Samber-en-Maas - hoofdstad Namen - huidige provincie Namen
- arrondissement of departement Wouden - hoofdstad Luxemburg - huidige provincie Luxemburg en het groothertogdom Luxemburg

Voor Zeeuws-Vlaanderen, behorend tot het Scheldedepartement, werd een voorlopig bestuur opgericht dat Sas van Gent, Sluis, Oostburg, IJzendijke en Hulst omvatte.